# DOKUart
DOKUart je festival profesionalnog dokumentarnog filma iz Hrvatske, zemalja EU te država u susjedstvu RH koji se održava svake godine u hrvatskom gradu Bjelovaru.
Pokrenula ga je 2006. Rada Šešić, koja je i selektorica filmova koji će ući u festivalski program, uz nju Denis Hladiš te Tibor Javurek. Danas su u upravnom odboru festivala Marijana Kranjec, koja djeluje kao predsjednica udruge, ranije spomenuti Rada Šešić i Denis Hladiš te Dražen Kranjec. U radu festivala im svake godine pomažu vrijedni volonteri.
Festival se održava početkom mjeseca listopada i traje oko 5 dana. Na festivalu se pored već prikazanih, prikazuju i hrvatske premijere. Do sada je u tri godine prikazano 50 tak filmova iz 20-ak zemalja i 10 hrvatskih premijera. U tri godine filmove je pogledalo gotovo 3 000 posjetitelja. Gostovali su poznati autori : Krsto Papić, Zoran Tadić, Petar Krelja, Branko Schmidt, Joško Marušić, Robert Zuber i drugi.
Pored glavnog, DOKUart ima i program Mali DOKUart, kojeg čine radovi osnovnoškolaca iz cijele Hrvatske na temu turizma, kojeg se ostvaruje u suradnji s Turističkim zajednicama Grada Bjelovara i Bjelovarsko-bilogorske županije i Hrvatskim filmskim savezom.
U sklopu Malog DOKUart-a, organizatori pružaju priliku mladim filmskim entuzijastima da surađuju s profesionalcima iz struke. Tijekom tjedan dana održavanja festivala stvaraju kratkometražni dokumentarni film te tako uče o tehnikama snimanja i montaže.
Zahvaljujući inicijativi udruge DOKUart pod nazivom "HOĆU KINO"  izgrađen je KMC Bjelovar na mjestu košarkaškog igrališta Sportske dvorane Sokolana 2.

## Vanjske poveznice
- Službene festivalske stranice
- Filmski  Arhivirana inačica izvorne stranice od 4. srpnja 2008. (Wayback Machine) 2. DOKUart u Bjelovaru